# Batracomorphus dymas
Batracomorphus dymas är en insektsart som beskrevs av Knight 1983. Batracomorphus dymas ingår i släktet Batracomorphus och familjen dvärgstritar. Inga underarter finns listade i Catalogue of Life.